# (10196) 1996 TJ15
1996 تي جاي 15 (ويعرف أيضًا باسم (10196) 1996 تي جاي 15 وفق تسمية الكوكب الصغير) (بالإنجليزية: 1996 TJ15)‏ هو كويكب ضمن حزام الكويكبات؛ وترتيبه 10196 من حيث الاكتشاف.
اكتُشف هذا الجُرم الفلكي بواسطة هيروشي كانيدا في 9 أكتوبر 1996.

## وصلات خارجية
- (10196) 1996 TJ15 في قاعدة بيانات مختبر الدفع النفاث لأجرام النظام الشمسي الصغيرة

- الاكتشاف · مخطط المدار ·  العناصر المدارية · المعلمات المادية

- (10196) 1996 TJ15 على موقع ويكي سكاي: DSS2, SDSS, GALEX, IRAS, Hydrogen α, X-Ray, Astrophoto, Sky Map, Articles and images